# Raffaele Pellecchia
Raffaele Pellecchia (* 11. Februar 1909 in Picarelli, Provinz Avellino, Italien; † 3. Mai 1977) war ein italienischer Geistlicher und römisch-katholischer Erzbischof von Sorrent.

## Leben
Raffaele Pellecchia empfing am 25. Juli 1932 das Sakrament der Priesterweihe.
Am 2. Januar 1960 ernannte ihn Papst Johannes XXIII. zum Titularbischof von Amisus und zum Weihbischof in Alife. Der Sekretär der Konsistorialkongregation, Marcello Kardinal Mimmi, spendete ihm am 13. März desselben Jahres die Bischofsweihe; Mitkonsekratoren waren der Bischof von Avellino, Gioacchino Pedicini, und der Bischof von Ariano, Pasquale Venezia.
Johannes XXIII. bestellte ihn am 1. September 1961 zum Bischof von Alife. Am 19. März 1967 ernannte ihn Papst Paul VI. zum Titularerzbischof von Arpi und zum Koadjutorerzbischof von Sorrent. Pellecchia wurde am 28. Juni 1971 zudem zum Bischof von Castellammare di Stabia bestellt. Am 30. Juli 1972 wurde Raffaele Pellecchia in Nachfolge des verstorbenen Carlo Serena Erzbischof von Sorrent.
Raffaele Pellecchia nahm an allen vier Sitzungsperioden des Zweiten Vatikanischen Konzils teil.